# DSA-570
La DSA-570 es una carretera perteneciente a la Red Primaria de la Diputación Provincial de Salamanca.
Atraviesa las localidades de Guadramiro, Encinasola de los Comendadores, Villasbuenas y Barruecopardo.
Se ha ejecutado un proyecto de mejora y ampliación del firme en el tramo entre la carretera CL-517 y la DSA-580 en dos fases. La primera fase se realizó en 2008 y comprendió el tramo entre la CL-517 y Encinasola de los Comendadores, y la segunda fase se realizó en 2010 y comprendió el tramo entre Encinasola de los Comendadores y la DSA-580.

## Trazado
La carretera DSA-570 tiene su origen en la CL-517 a su paso por el término municipal de Guadramiro y termina en la DSA-576 a su paso por el término municipal de Saucelle. formando parte de la Red de carreteras de Salamanca.
| Guadramiro (Intersección con ) - Saucelle (Intersección con ) | Guadramiro (Intersección con ) - Saucelle (Intersección con ) | Guadramiro (Intersección con ) - Saucelle (Intersección con ) | Guadramiro (Intersección con ) - Saucelle (Intersección con ) | Guadramiro (Intersección con ) - Saucelle (Intersección con ) | Guadramiro (Intersección con ) - Saucelle (Intersección con ) | Guadramiro (Intersección con ) - Saucelle (Intersección con ) | Guadramiro (Intersección con ) - Saucelle (Intersección con ) | Guadramiro (Intersección con ) - Saucelle (Intersección con ) | Guadramiro (Intersección con ) - Saucelle (Intersección con ) | Guadramiro (Intersección con ) - Saucelle (Intersección con ) |
| Esquema                                                       | PK                                                            | Sentido Saucelle                                              | Sentido Saucelle                                              | Sentido Saucelle                                              | Sentido Saucelle                                              | Sentido Guadramiro                                            | Sentido Guadramiro                                            | Sentido Guadramiro                                            | Sentido Guadramiro                                            | Incidencias                                                   |
| Esquema                                                       | PK                                                            | Velocidad                                                     | Elemento                                                      | Salida                                                        | Salida                                                        | Salida                                                        | Salida                                                        | Elemento                                                      | Velocidad                                                     | Incidencias                                                   |
| Esquema                                                       | PK                                                            | Velocidad                                                     | Elemento                                                      | Dir.                                                          | Nombre                                                        | Nombre                                                        | Dir.                                                          | Elemento                                                      | Velocidad                                                     | Incidencias                                                   |
| ------------------------------------------------------------- | ------------------------------------------------------------- | ------------------------------------------------------------- | ------------------------------------------------------------- | ------------------------------------------------------------- | ------------------------------------------------------------- | ------------------------------------------------------------- | ------------------------------------------------------------- | ------------------------------------------------------------- | ------------------------------------------------------------- | ------------------------------------------------------------- |
|                                                               | 0,0                                                           |                                                               |                                                               | Vitigudino Salamanca                                          | Vitigudino Salamanca                                          | Vitigudino Salamanca                                          |                                                               |                                                               |                                                               |                                                               |
| Cerralbo Lumbrales                                            | 0,0                                                           |                                                               |                                                               |                                                               |                                                               |                                                               |                                                               |                                                               |                                                               |                                                               |
|                                                               | 1,0                                                           |                                                               |                                                               | GUADRAMIRO                                                    | GUADRAMIRO                                                    | GUADRAMIRO                                                    | GUADRAMIRO                                                    |                                                               |                                                               |                                                               |
|                                                               | 1,1                                                           |                                                               |                                                               |                                                               | Barceíno                                                      | Barceíno                                                      |                                                               |                                                               |                                                               |                                                               |
|                                                               | 1,1                                                           | Yecla de Yeltes                                               |                                                               |                                                               |                                                               |                                                               |                                                               |                                                               |                                                               |                                                               |
|                                                               | 1,8                                                           |                                                               |                                                               | GUADRAMIRO                                                    | GUADRAMIRO                                                    | GUADRAMIRO                                                    | GUADRAMIRO                                                    |                                                               |                                                               |                                                               |
|                                                               | 4,5                                                           |                                                               |                                                               | Picones                                                       | Picones                                                       | Picones                                                       | Picones                                                       |                                                               |                                                               |                                                               |
|                                                               | 4,5                                                           |                                                               |                                                               |                                                               | Valderrodrigo                                                 | Valderrodrigo                                                 |                                                               |                                                               |                                                               |                                                               |
|                                                               | 4,5                                                           | Picones                                                       |                                                               |                                                               |                                                               |                                                               |                                                               |                                                               |                                                               |                                                               |
|                                                               | 5,0                                                           |                                                               |                                                               | ENCINASOLA DE LOS COMENDADORES                                | ENCINASOLA DE LOS COMENDADORES                                | ENCINASOLA DE LOS COMENDADORES                                | ENCINASOLA DE LOS COMENDADORES                                |                                                               |                                                               |                                                               |
|                                                               | 5,2                                                           |                                                               |                                                               | Valderrodrigo                                                 | Valderrodrigo                                                 | Valderrodrigo                                                 | Valderrodrigo                                                 |                                                               |                                                               |                                                               |
|                                                               | 5,5                                                           |                                                               |                                                               | ENCINASOLA DE LOS COMENDADORES                                | ENCINASOLA DE LOS COMENDADORES                                | ENCINASOLA DE LOS COMENDADORES                                | ENCINASOLA DE LOS COMENDADORES                                |                                                               |                                                               |                                                               |
|                                                               | 11,1                                                          |                                                               |                                                               | Barreras                                                      | Barreras                                                      | Barreras                                                      | Barreras                                                      |                                                               |                                                               |                                                               |
|                                                               | 11,3                                                          |                                                               |                                                               | VILLASBUENAS                                                  | VILLASBUENAS                                                  | VILLASBUENAS                                                  | VILLASBUENAS                                                  |                                                               |                                                               |                                                               |
|                                                               | 11,8                                                          |                                                               |                                                               | El Milano                                                     | El Milano                                                     | El Milano                                                     | El Milano                                                     |                                                               |                                                               |                                                               |
|                                                               | 12,3                                                          |                                                               |                                                               | VILLASBUENAS                                                  | VILLASBUENAS                                                  | VILLASBUENAS                                                  | VILLASBUENAS                                                  |                                                               |                                                               |                                                               |
|                                                               | 17,7                                                          |                                                               |                                                               |                                                               |                                                               |                                                               |                                                               |                                                               |                                                               |                                                               |
|                                                               | 17,8                                                          |                                                               |                                                               | BARRUECOPARDO                                                 | BARRUECOPARDO                                                 | BARRUECOPARDO                                                 | BARRUECOPARDO                                                 |                                                               |                                                               |                                                               |
|                                                               | 18,0                                                          |                                                               |                                                               | Aldeadávila de la Ribera                                      | Aldeadávila de la Ribera                                      | Aldeadávila de la Ribera                                      | Aldeadávila de la Ribera                                      |                                                               |                                                               |                                                               |
|                                                               | 18,1                                                          |                                                               |                                                               | Saldeana                                                      | Saldeana                                                      | Saldeana                                                      | Saldeana                                                      |                                                               |                                                               |                                                               |
|                                                               | 18,6                                                          |                                                               |                                                               | BARRUECOPARDO                                                 | BARRUECOPARDO                                                 | BARRUECOPARDO                                                 | BARRUECOPARDO                                                 |                                                               |                                                               |                                                               |
|                                                               | 18,7                                                          |                                                               |                                                               | Vilvestre                                                     | Vilvestre                                                     | Vilvestre                                                     | Vilvestre                                                     |                                                               |                                                               |                                                               |
|                                                               | 24,490                                                        |                                                               |                                                               |                                                               | Saucelle Lumbrales                                            | Saucelle Lumbrales                                            | Saucelle Lumbrales                                            |                                                               |                                                               |                                                               |
|                                                               | 24,490                                                        | Vilvestre                                                     |                                                               |                                                               |                                                               |                                                               |                                                               |                                                               |                                                               |                                                               |